# Gare de Seggana
La gare de Seggana est une gare ferroviaire algérienne située sur le territoire de la commune de Seggana, dans la wilaya de Batna.

## Situation ferroviaire
Établie à une altitude de 629 m, la gare est située au point kilométrique (PK) 35,1 de la  ligne de Aïn Touta à M'Sila où elle est précédée de la gare de Tilatou et suivie de celle de Barika.
| \| Batna Aïn Touta Barika Seggana Aïn Yagout Ouled Ammar Tilatou \| Localisation de la gare de Seggana dans la wilaya de Batna. |
| Batna Aïn Touta Barika Seggana Aïn Yagout Ouled Ammar Tilatou                                                                   |

## Service des voyageurs

### Desserte
En 2023, la gare n'est pas desservie par les trains de la Société nationale des transports ferroviaires.